# Der Chill Faktor
Der Chill Faktor (Chill Factor) ist ein US-amerikanischer Actionfilm von Hugh Johnson aus dem Jahr 1999.

## Handlung
Vor einigen Jahren auf einer Insel im Nirgendwo. Andrew Brynner, Colonel der US Army, wird dem Wissenschaftler Richard Long unterstellt, der dabei ist, einen neuen Kampfstoff namens Elvis zu testen. Das Experiment entwickelt ungeahnte Folgen: Elvis entpuppt sich als Massenvernichtungswaffe, der Brynners komplettes Kommando zum Opfer fällt. Während Long wegen seiner Arbeit glimpflich, aber mit Gewissensbissen davonkommt, trifft Brynner als verantwortlichen Sündenbock die ganze Schuld. Er wird unehrenhaft entlassen und in eine Strafanstalt eingesperrt, wo er Long Rache schwört.
Jahre später ist der Vorfall nahezu vergessen, Long arbeitet inzwischen in einer Militär-Forschungsanstalt in Montana und angelt in seiner Freizeit mit dem Gelegenheitsarbeiter Tim Mason, welcher in einem örtlichen Lokal jobbt. Brynner ist inzwischen entlassen worden, sammelt eine Söldnertruppe um sich und überfällt Long in dessen Labor. Er will den Doktor töten und sämtliche Elvis-Bestände rauben, um sie auf dem Schwarzmarkt an internationale Terroristen zu verkaufen. Long ahnt jedoch die Falle und macht sich mit dem Gesamtvorrat an Elvis aus dem Staub, wird dabei jedoch von Brynner lebensgefährlich verletzt.
In Masons Café ist inzwischen die turnusmäßige Wochen-Speiseeis-Lieferung durch den Belieferer Arlo eingetroffen. Zwischen den beiden herrscht umgehend Antipathie, da beide sich über die Liefermodalitäten streiten. In diese Szene platzt Long. Kurz bevor er stirbt, überreicht er seinem Vertrauten Tim die Elvis-Behälter und klärt ihn über die Wirkung des Kampfstoffes auf. Sollte die Chemikalie wärmer als 50 Grad Fahrenheit werden, würde sich Elvis aktivieren und seine tödliche Wirkung entfalten. Mason muss Long versprechen, den Kampfstoff in den Armeestützpunkt Fort McGrudor zu bringen.
Inzwischen sind auch Brynner und seine Leute am Café eingetroffen. Nachdem Mason und Arlo diesen mittels einer Finte entgehen können, überredet Mason Arlo gegen dessen Willen erst mit Geld und dann mit einem Revolver zur Zusammenarbeit. In Arlos Tiefkühllaster will Mason Elvis sicher bis zum Fort schaffen. Obwohl die Flucht gelingt, merkt Brynner bald, dass er geleimt wurde und macht sich an die Verfolgung des ungleichen Duos. Unterwegs auf teilweise holprigen Straßen durch eine Berglandschaft müssen Mason und Arlos sich der Attacken von Brynners Leuten erwehren. Dabei wird auch offensichtlich, warum Arlo Bedenken hat: er hat den Kühllaster von seinem Chef gestohlen, da dieser ihn beruflich ausgenutzt hat.
Nachdem es den Gangstern gelingt, den LKW zu stoppen, flüchten die beiden Männer in einem Boot weiter. Der Armee-Vertreter Colonel Leo Vitelli hat sich inzwischen ebenfalls an die Fersen von Mason und Arlo geheftet und stöbert die beiden in der Nähe eines Staudammes auf. Doch Brynner ist ihm zuvorgekommen und hat Arlo gekidnappt. Seine Forderung an Mason: Elvis gegen Arlo. Tim geht zum Schein auf das Geschäft ein, wird bei der Übergabe aber selbst gefangen genommen. Die Militärs um Vitelli ziehen sich angesichts Brynners Drohung Elvis einzusetzen zurück. Dieser setzt Mason und Arlo einer Probe der Waffe aus, um seinen kriminellen Kunden bei deren Auktion um den Kampfstoff eine Demonstration zu präsentieren. Doch Mason hat wiederum ein Ass im Ärmel: Der an Brynner übergebene Elvis-Behälter enthält nur ein ungefährliches Gel, Mason besitzt noch immer die echte Chemikalie und setzt sich mit dieser und Arlo in einem Transporter ab, nachdem sich beide befreit haben.
Mit tatkräftiger Unterstützung der Army in Form von Vitelli gelangen beide mit dem Kampfstoff in einen Straßentunnel, Brynner und sein Einsatzkommando werden vor Erreichen der Röhre gestoppt. Im Tunnel werden Mason und Arlo jedoch von einem Polizisten aufgehalten, welcher beide für Mordverdächtige hält. Durch die brennenden Trümmer von Brynners Autos und die schmelzende Kühlung wird Elvis immer heißer; Vitteli hat keine andere Chance, als den Tunnel zu versiegeln. Nachdem er einen Eingang gesprengt hat, stoppt er in letzter Sekunde die Zerstörung der anderen Zufahrt, als Mason und Arlo doch noch eine Kühlmöglichkeit finden. Gemeinsam können sie die eingeschlossenen Menschen über einen Luftschacht hinausschaffen. Doch Brynner hat den Angriff überlebt und stellt Mason. Es kommt zum Kampf, bei dem Arlo helfend eingreift und beide Brynner überwältigen können. Sie schleppen sich ins Freie und die Armee versiegelt den Tunnel luftdicht. Brynner ist gefangen, während Elvis die kritische 50-Grad-Marke überschreitet und detoniert. Der Colonel wird durch die Chemikalie getötet, der er nachgejagt ist.
Vitelli dankt Mason und Arlo, meint aber, dass sie aufgrund der Verschwiegenheit des Falles keine Belohnung und keine Erwähnung in den Medien zu erwarten haben. Die beiden Protagonisten, die sich inzwischen angefreundet haben, begeben sich daraufhin in die Hände zweier Sanitäterinnen, denen sie ihre Heldengeschichte erzählen.

## Kritiken
- Kevin Thomas schrieb in der Los Angeles Times vom 1. September 1999, dass die Darsteller zwar „begabt“ („capable“) seien, aber schlecht entwickelte Charaktere spielen würden. Die technische Seite sei „virtuos“, trotzdem sei der Film nur eine weitere „Zerstörungsorgie“ („demolition derby“).[2]
- Das Lexikon des internationalen Films schrieb, der Film sei „stereotypisch“, seine Handlung sei lediglich ein „Vorwand“.[3]

## Hintergrund
- Der Film wurde mit Produktionskosten von 34 Millionen US-Dollar in South Carolina und in Utah gedreht, spielte aber nur zirka 11,2 Millionen wieder ein.
- Die Außenaufnahmen des Cafés von Mason entstanden in Liberty, einer Kleinstadt in South Carolina. Das Lokal ist in Wahrheit ein Holzgeschäft, das gezeigte Hotel tatsächlich ein Waschsalon.
- Nach der ersten Elvis-Explosion meint Doktor Long: I am become death, the destroyer of the world. Dies sind dieselben Worte, die Robert Oppenheimer nach der Detonation der Hiroshima-Atombombe gesagt hat.